# Сир (Барања)
Сир (мађ. Szűr) је село у Мађарској, у јужном делу државе. Село управо припада Мохачком срезу Барањске жупаније, са седиштем у Печују.

## Природне одлике
Насеље Сир налази у јужном делу Мађарске. Најближи већи град је Мохач.
Историјски гледано, село припада мађарском делу Барање. Подручје око насеља је бреговито, приближне надморске висине око 130 м. Оно северозападно прелази у планину Мечек, док се југоисточно спушта до Дунава.

## Становништво
Према подацима из 2013. године Сир је имао 268 становника. Последњих година број становника опада.
Претежно становништво у насељу чине Мађари римокатоличке вероисповести, a мањина су Немци (око 35%).

### Попис1910.
| Сир                                                  | Сир |
| ---------------------------------------------------- | --- |
| Језик                                                | Вера |
| укупно: 657 Немачки 640 (97,41%) Мађарски 17 (2,58%) | <div style="border:solid transparent;position:absolute;width:100px;line-height:0; укупно: 657 Римокатолици 657 (100%) - (-%) |